# Larissa (måne)
Larissa er en af planeten Neptuns måner. Det første glimt af denne måne fik man den 24. maj 1981, da man fra observatorier her på Jorden så den blokere for lyset fra en fjern stjerne i baggrunden. Ved den lejlighed fik månen den midlertidige betegnelse S/1981 N 2".
Da rumsonden Voyager 2 passerede og tog billeder af Neptun og dens måner i 1989, fik man endegyldtigt bekræftet eksistensen af den måne der havde "formørket" en stjerne tilbage i 1981: Denne gang fik den den midlertidige betegnelse S/1989 N 2, men Senere har den Internationale Astronomiske Union vedtaget at opkalde den efter kong Pelasgos datter Larissa fra den græske mytologi. Larissa kendes desuden også under betegnelsen Neptun VII (VII er romertallet for 7), og må ikke forveksles med småplaneten 1162 Larissa.
Larissa er en irregulær ("kartoffelformet") klode der måler 168–216 kilometer. Dens overflade har talrige kratre, men udviser ingen tegn på geologisk aktivitet i månens indre.

Larissa kredser så tæt omkring Neptun, at den fuldfører et helt omløb hurtigere end Neptun når at dreje sig én gang om sig selv. Konsekvensen af dette er, at tidevandskræfterne langsomt tvinger Larissa til at kredse stadig tættere omkring Neptun — en gang i fremtiden falder månen enten ned i Neptuns atmosfære, eller også nedbrydes den til grus og småsten i en ny planetring omkring Neptun.